# Jaire Alexander
Jaire Zakar Alexander (* 9. Februar 1997 in Charlotte, North Carolina) ist ein US-amerikanischer American-Football-Spieler. Er spielt derzeit auf der Position des Cornerbacks für die Baltimore Ravens in der National Football League (NFL).

## College
Alexander spielte drei Jahre, 2015 bis 2017, für die University of Louisville American-Football. Hierbei machte Alexander vor allem 2016 von sich reden, in der Saison erzielte er 39 Tackles und 5 Interceptions für seine Mannschaft. In seinem letzten Jahr am College hatten Quarterbacks das schlechteste Quarterback Rating, wenn sie gegen Alexander spielten, kein anderer Cornerback in der NCAA konnte 2017 einen besseren Wert für sich verbuchen. Jedoch war sein letztes Jahr am College vor allem von Verletzungen überschattet, sodass er nur in 6 Spielen zum Einsatz kam. Einmal fiel er aufgrund einer Knieverstauchung und ein anderes Mal aufgrund eines gebrochenen Knochens in der Hand aus.

## NFL

### 2018
Alexander wurde bei dem NFL Draft 2018 von den Green Bay Packers in der 1. Runde an 18. Stelle ausgewählt. Auf der Position des Cornerbacks wurde 2018 lediglich Denzel Ward von den Cleveland Browns früher ausgewählt. Bei den Packers unterschrieb Alexander einen Vierjahresvertrag über 12,1 Millionen US-Dollar. In seiner Rookiesaison 2018 kam Alexander in 13 Spielen zum Einsatz, von denen er in 11 Spielen Starter war. In seinen Einsätzen konnte er für die Packers 11 Pässe verteidigen und tackelte 66 Gegenspieler. In Woche 4 fing Alexander einen Pass von Josh Allen, Quarterback der Buffalo Bills, ab und erzielte damit die erste Interception seiner Profikarriere. Diese Interception blieb auch Alexanders einzige in seiner Rookiesaison. Seine erste Saison wird von vielen Experten als sehr positiv bewertet und ihm wird ein großer Einfluss auf die verbesserte Secondary der Packers zugesprochen. Für seine Leistungen in seiner ersten NFL-Saison wurde Alexander von der Pro Football Writers Association sowie der Pro Football Focus in das jeweilige All-Rookie Team gewählt. In das All-Rookie Team werden die besten Rookiespieler auf jeder Position gewählt und somit ausgezeichnet.

### 2019
In seinem zweiten Profijahr (2019) konnte Alexander auf seine starke Rookie-Saison im Vorjahr aufbauen und sich weiter verbessern. Er kam in allen 16 Spielen der regulären Saison als Starter zum Einsatz und konnte in diesen 2 Interceptions erzielen. Weiter verteidigte Alexander 17 Pässe und konnte einen Fumble erzwingen und diesen auch selbst sichern. In seinem zweiten Karrierejahr konnte Alexander mit den Packers erstmals die Play-offs der NFL erreichen. In dem NFC Championship Game unterlag Alexander mit seiner Franchise aus Wisconsin den San Francisco 49ers und verpasste damit die Teilnahme an einem Super Bowl.

### 2020
Für seine Leistungen in der Saison 2020 wurde Alexander erstmals in seiner Karriere in den Pro Bowl gewählt.

### 2021
In der Saison 2021 konnte Alexander verletzungsbedingt nur vier Spiele der Regular Season bestreiten.

### 2022
Im Mai 2022 einigte sich Alexander mit den Packers auf eine Vertragsverlängerung um vier Jahre im Wert von 84 Millionen US-Dollar, die ihn zum bestbezahlten Spieler auf seiner Position machte.

### 2023
Verletzungsbedingt verpasste Jaire Alexander 9 der 17 Regular-Season-Spiele der Saison 2023 und wurde zusätzlich in Woche 17 wegen teamschädigenden Verhaltens suspendiert. In allen Spielen, in denen er mitwirkte, inklusive zweier Playoff-Spiele, lief er als Starter auf. Im mit 48:32 gewonnenen NFC Wild Card Game bei den favorisierten Dallas Cowboys gelang ihm eine Interception gegen Dak Prescott.

### 2024
Auch 2024 blieb Alexander das Verletzungspech treu. Wie schon in der Vorsaison bestritt er nur 7 Saisonspiele für die Packers. Nach dem Spiel gegen die Chicago Bears in Woche 11 (20:19-Sieg) wurde er wegen einer Knieverletzung auf die Injured Reserve List gesetzt und verpasste den Rest der Saison.

### 2025
Am 18. Juni 2025 gaben die Baltimore Ravens die Verpflichtung Alexanders bekannt. Bei seinem neuen Team unterschrieb er einen Einjahresvertrag über vier Millionen US-Dollar mit der Option auf weitere zwei Millionen als Leistungsprämien.